# Anisozyga gavissima
Anisozyga gavissima là một loài bướm đêm trong họ Geometridae.